# ばんぞー博士
ばんぞー博士（ばんぞーはかせ）は、『たまごっち』に登場する架空のキャラクター。映画『たまごっち ホントのはなし』とゲームでの声優は岸野幸正。

## 概要
第1期の頃に登場したたまごっちの第一発見者である。
2012年6月現在、第2期以降のたまごっちシリーズでは「たまごっち iD L 15周年特別バージョン」のみに登場している。
1期の人間キャラクターは、ばんぞー博士とミカチューしか登場しない。

## プロフィール
- 名前の由来は『たまごっち』の発売元のバンダイから[1]。
- 生物学者で自分の研究所を持っている。
- 助手は16歳の女子高校生のミカチュー（声 - 鈴木真仁）。ミカチューという名前は第1期たまごっちのキャラクターデザインを担当した渡辺けんじの「ひらめき」で付けられた[1]。彼女の本名は不明。ミカチューは『ゲームで発見!!　たまごっち2』『星で発見!!　たまごっち』では操作キャラであり、彼女を操作してたまごっちを飼育する。
- 『星で発見!! たまごっち』では宇宙船を開発し、ミカチューとたまごっち星に向かうが不時着した。
- 『ゲームで発見！たまごっち』『ゲームで発見！たまごっち2』『セガサターンで発見!!　たまごっちパーク』『たまごっちタウン』にも登場する。

## 登場作品
- ゲーム
  - ゲームで発見!!たまごっち
  - 64で発見!!たまごっち みんなでたまごっちワールド
  - 星で発見!!たまごっち
  - セガサターンで発見!!たまごっちパーク
  - たまごっちタウン（SFC、ニンテンドウパワー）
- アニメ
  - 映画たまごっちホントのはなし
  - 親切丁寧たまごっちビデオ  公認育成マニュアル
  - 親切丁寧！ てんしっちのたまごっちビデオ てんしっちの育て方編 fly
  - 親切丁寧！ てんしっちのたまごっちビデオ バラエティ編 fly